# Claes Grill (1851–1919)
Claes Eric Grill, född 18 februari 1851 i Sala stadsförsamling, Västmanlands län, död 5 mars 1919 i Engelbrekts församling, Stockholms stad, var en svensk entomolog och militär. Han var son till Claës Grill och far till Eric Grill. 

## Biografi
Grill var student vid Uppsala universitet 1871–1872 och blev 1873 underlöjtnant vid Fortifikationen. Han var 1897–1907 fortifikationsbefälhavare i Göteborg, befordrades sistnämnda år till överstelöjtnant samt erhöll 1909 överstes avsked. Grill var en både kunnig och intresserad entomolog, som inlade stora förtjänster om de nordiska skalbaggarnas studium genom sina arbeten Entomologisk latinsk-svensk ordbok (1888) och Catalogus Coleopterorum Scandinaviæ, Daniæ et Fenniæ (1896). Sin vackra skalbaggssamling skänkte Grill till Skogshögskolan, en mindre del till Riksmuseet. Grill invaldes som ledamot av Societas pro fauna et flora fennica 1899, av Vetenskaps- och Vitterhetssamhället i Göteborg 1903 och av Krigsvetenskapsakademien 1909. Han var även engagerad som ordförande i Travellers Club. Grill blev riddare av Svärdsorden 1895, av Vasaorden 1899 och av Nordstjärneorden 1904. Grill vilar på Norra begravningsplatsen utanför Stockholm.